# Мгновенный снимок
Мгновенный снимок (англ. snapshot) — моментальная копия хранимых данных — файлов и каталогов файловой системы, базы данных или её части на определённый момент времени.
В отличие от резервной копии, создание которой для большого объёма данных может занять длительное время и требовать остановки изменений (чтобы обеспечить целостность сохраняемых данных), мгновенный снимок позволяет единомоментно зафиксировать состояние хранимых объектов. При этом снимок обычно не создаёт независимую копию данных в подсистеме хранения, а лишь обеспечивается алгоритмами записи изменений таким образом, чтобы сохранялась возможность обратиться к данным на момент создания мгновенного снимка. Такая схема позволяет организовать целостное резервное копирование большого объёма данных без остановки служб, изменяющих данные — резервная копия снимается с зафиксированного мгновенного снимка.
Широкое применение мгновенные снимки находят в системах резервного копирования, сетях хранения данных, СУБД, виртуальном хостинге, для организации «песочниц».
Поддержка мгновенных снимков реализована в различных менеджерах томов Unix-систем, в том числе LVM. Среди файловых систем с поддержкой мгновенных снимков, отслеживающих старые версии, обеспечивая доступность мгновенных снимков через специальное пространство имён — WAFL (NetApp), fossil для Plan 9 или ODS-5. В UFS2 обеспечивается API для доступа к своей истории файлов. В NTFS доступ к мгновенным снимкам предоставляется через Volume Shadow Copy (VSS) в Windows XP и Windows Server 2003, и через Shadow Copy в Windows Vista. Также мгновенные снимки доступны в Novell Storage Services (NSS) — файловой системе для Netware, начиная с версии 4.11, и более новых на Linux-платформах в продуктах Open Enterprise Server (OES). ZFS имеет гибридную реализацию, которая отслеживает чтение-запись мгновенных снимков на блочном уровне, но создаёт разветвлённые наборы файлов, известные пользовательским приложениям как «клоны». В macOS программа Time Machine использует мгновенные снимки для отката данных на заданную точку во времени.